# IBM 1130

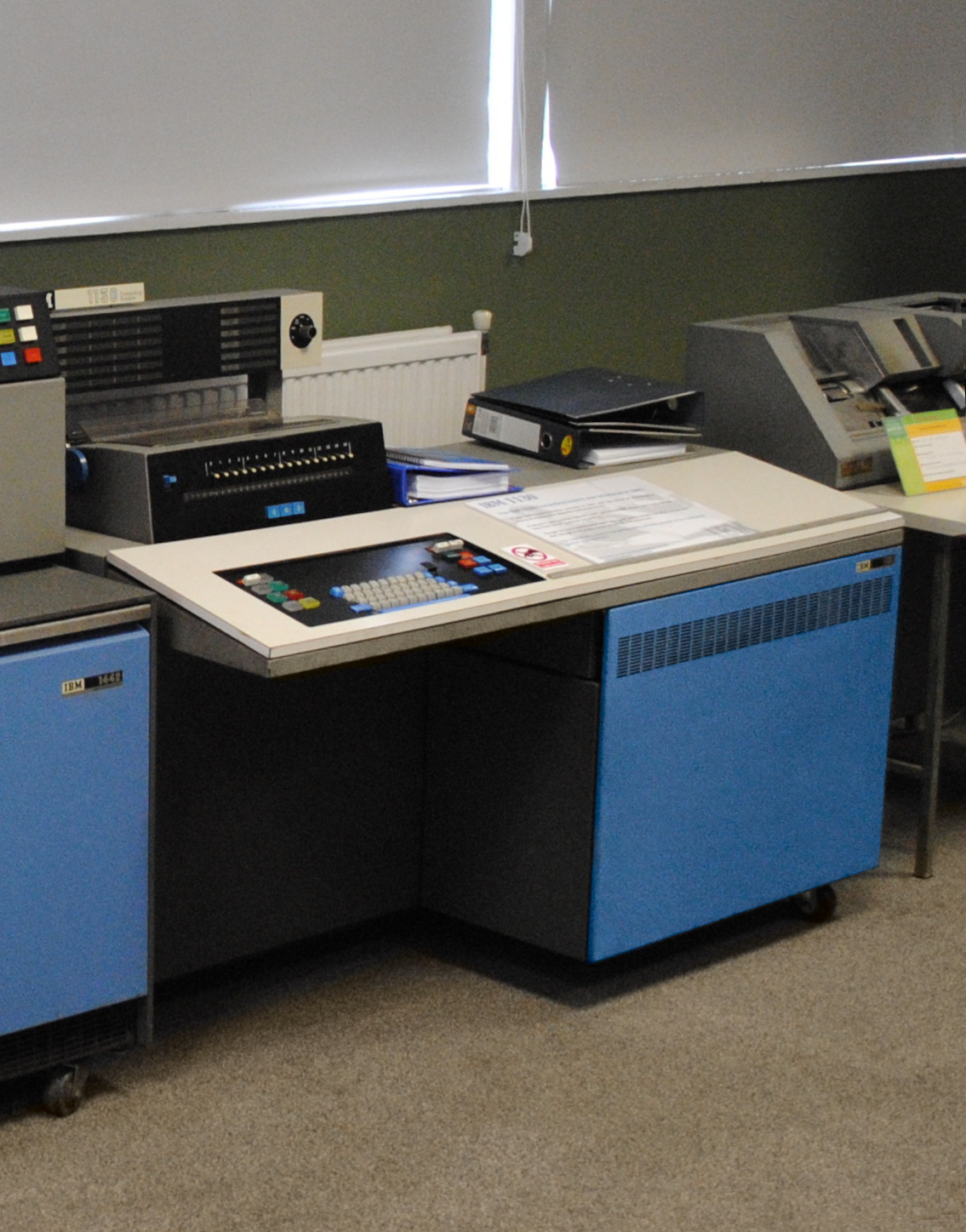
IBM 1130의 모습

IBM 1130 컴퓨팅 시스템은 1965년에 출시된 것으로, 당시 IBM의 가장 저렴한 컴퓨터였다. 바이너리 16비트 머신인 이 시스템은 교육 및 엔지니어링과 같이 가격에 민감하고 컴퓨팅 집약적인 기술 시장에 판매되었으며 해당 시장 부문에서 IBM 1620의 뒤를 잇는다. 일반적인 설치에는 운영 체제, 컴파일러 및 개체 프로그램을 저장하는 1MB 디스크 드라이브가 포함되었으며, 프로그램 소스는 천공 카드에서 생성 및 유지 관리되었다. 포트란은 가장 일반적으로 사용되는 프로그래밍 언어였지만 APL을 포함한 다른 여러 언어도 사용할 수 있었다.
1130은 IBM 2250 그래픽 디스플레이 장치를 연결하기 위한 지능형 프런트 엔드로 사용되거나 시스템/360 메인프레임에 연결된 RJE(원격 작업 입력) 워크스테이션으로도 사용되었다.

## 같이 보기
- IBM 메인프레임